# Association internationale équipements de sport et de loisir
D’utilité publique, l’Association internationale équipements de sport et de loisirs (IAKS) opère dans le secteur de la construction d’équipements de sport et de loisirs.
Fondée en 1965 à Cologne, l’IAKS est la seule organisation à but non lucratif qui, à l'échelle mondiale, consacre toute son attention à des thèmes en rapport avec la construction d’équipements de sport, d’où son statut d’organisation reconnue (Recognised Organisation) par le Comité international olympique (CIO).
Depuis sa création, l’IAKS a été présidée successivement par Willi Weyer (1965-1985), Günter Heidecke (1985-1990), Erich Schumann (1990-1997), Dr. Stephan J. Holthoff-Pförtner (1997-2015) et continue de l’être depuis 2015 à nos jours par Dr. Stefan Kannewischer.
L’IAKS compte sept sections dans le monde, à savoir en Allemagne, au Japon, en Amérique latine/aux Caraïbes, en Pologne, en Russie, en Suisse et en Espagne (relevé 2016).

## Activités
l’IAKS coopère avec le CIO mais également avec le Comité international paralympique (CIP), Sportaccord, le Conseil international pour l'éducation physique et la science du sport (ICSSPE) et l’Union internationale des architectes (UIA), programme sport et loisirs. Par ailleurs, elle entretient des contacts avec les fédérations sportives internationales et les Comités nationaux olympiques et fait également partie des organisations non gouvernementales bénéficiant d’un statut consultatif auprès de la Commission sociale et économique des Nations unies (UN-ECOSOC).
Les tâches et les activités de l’IAKS consistent à créer une plate-forme pour l’étude, la construction, l’aménagement, la modernisation, le financement et la gestion d’équipements de sport et de loisirs ainsi qu’à coopérer à l’élaboration de normes et de directives en Allemagne et en Europe. En outre, l’IAKS publie le périodique « sb » - Sportstättenbau und Bäderanlagen (équipements de sport et piscines), organise des séminaires et des expositions, décerne l’Award CIO/IAKS, à savoir un prix international d’architecture récompensant des d’équipements de sport et de loisirs exemplaires, de même que le Prix spécial CIPC/IAKS.
L’IAKS a pour membres et partenaires des architectes et des ingénieurs, des fédérations économiques, des organisations sportives, des ministères du Sport, de l’Éducation et de la construction, des services communaux, des universités et d’autres instituts de formation.
L’IAKS a pour objectif notamment d’encourager la pratique du sport à très grande échelle. Pour ce faire, l’association rassemble, exploite, transmet et éventuellement coordonne les enseignements tirés de la pratique, les principes et les résultats des travaux de recherche en rapport avec l’étude, la construction, la modernisation et la gestion d’équipements de sport et de loisirs en tout genre. Dans ce contexte, il faut prendre en compte des aspects importants sur le plan sociétal au sens le plus large du terme, par exemple en matière d’architecture, de technique, de sciences du sport, d’économie et d’écologie. L’IAKS soutient le développement dans tous ces secteurs également par des travaux de recherche et une assistance technique.

## Congrès
Depuis 1969, l’IAKS organise un congrès international sur l’étude, la construction, la modernisation et la gestion des équipements de sport et de loisirs. Celui-ci a lieu tous les deux ans dans le cadre du FSB, Salon international des centres de loisirs, de sport et des piscines. Le congrès de l’IAKS est placé sous l’égide du CIO, du CIP, de l’AGFIS/GAISF et du ministère fédéral de l’Intérieur.
Le 25e congrès de l’IAKS consacré à l’étude, à la construction, à la modernisation et à la gestion d’équipements de sport et de loisirs aura lieu du 07au 10 novembre 2017 à Cologne. Plus de 15 000 spécialistes du monde entier sont attendus au congrès de l’IAKS et au Salon international pour l’aménagement et l’équipement des espaces de plein air, des centres sportifs et des piscines (FSB).
Le congrès de l’IAKS s’intéressera aux toutes nouvelles expériences, technologies, tendances et perspectives en matière d’infrastructure pour le sport et les loisirs.

## AWARD CIO/IAKS et PRIX SPECIAL CIP/IAKS
L'AWARD CIO/IAKS est le seul prix international d'architecture distinguant des équipements de sport et de loisirs déjà en service.
Depuis 1987, l'AWARD CIO/IAKS récompense tous les deux ans des équipements exemplaires, à la fois réussis au niveau de leur image d’ensemble et bien conçus d’un point de vue fonctionnel. Il peut s’agir de nouveaux équipements ou de structures rapportées dans le but de moderniser ou d’agrandir des réalisations existantes. Le concours est lancé par le CIO et l’IAKS.
En collaboration avec le Comité international paralympique (CIP), l’IAKS décerne également le Prix spécial du CIP/IAKS distinguant des équipements de sport conformes aux besoins des personnes handicapées. Ce prix entend promouvoir l’accessibilité des équipements de sport et de tous les autres bâtiments pour que les personnes handicapées puissent faire du sport sans restriction aucune et sans entraves ou pour qu’elles aient la possibilité d’être spectatrices.
Actuellement, le Comité international olympique (CIO) et l'Association Internationale Equipements de Sport et de Loisirs (IAKS) décernent l’AWARD CIO/IAKS récompensant des « Equipements de sport et de loisirs exemplaires.
Informations additionnelles et documentation complète <http://www.iaks.org> .

## Publications
L’IAKS publie depuis 1967 la revue internationale « sb » (équipements de sport et piscines). Celle-ci paraît tous les deux mois et met l’accent sur des thèmes différents en rapport avec l’architecture sportive. Par ailleurs, l’IAKS a publié des principes d’étude concernant différents types d’équipements de sport et de loisirs.